# Edgar J. Goodspeed
Edgar Johnson Goodspeed (23 octobre 1871 - 13 janvier 1962) est un théologien américain et un spécialiste du grec et du Nouveau Testament,. Il enseigne pendant de nombreuses années à l'université de Chicago, dont il a enrichi la collection de manuscrits du Nouveau Testament grâce à ses recherches. La collection de l'université est maintenant nommée en son honneur.

## Biographie
Edgar J. Goodspeed est né à Quincy, dans l'Illinois. Edgar J. Goodspeed est mort en 1962 et est inhumé au cimetière du Forest Lawn Memorial Park à Glendale, en Californie.

### Éducation
Il est diplômé de l'université Denison en 1890 (où il obtient également un Doctor theologiæ en 1928) et de l'université de Chicago (doctorat en 1898).

## Traductions de la Bible
On se souvient de lui pour ses traductions de la The Bible: An American Translation (1923), et (avec John Merlin Powis Smith) The Bible, An American Translation (1935), la "Goodspeed Bible". On se souvient également de lui pour sa traduction des Apocryphes, et cette traduction a été incluse dans The Complete Bible, An American Translation (1939). Enfin, Harper & Brothers a publié son ouvrage largement salué, The Apostolic Fathers: An American Translation (1950).

## Ouvrages
- Edgar J. Goodspeed et Edmund W. Hicks, The Life of Jesus for Young People, Mt. Union, OH: L. U. Snead, 1874 (OCLC 25311564)
- Edgar J. Goodspeed, The Story of the New Testament, Chicago, IL: University of Chicago Press, 1916 (OCLC 2223156, lire en ligne)
- Edgar J. Goodspeed, The Making of the English New Testament, Chicago, IL: University of Chicago Press, 1925 (OCLC 863524247)
- Edgar J. Goodspeed, The Formation of the New Testament, Chicago, IL: University of Chicago Press, 1926 (OCLC 855436075)
- Edgar J. Goodspeed, Strange New Gospels, Chicago, IL, University of Chicago Press, 1931 (OCLC 186915807)
- Edgar J. Goodspeed, The Story of the Old Testament, Chicago, IL: University of Chicago Press, 1934 (OCLC 2043676)
- Edgar J. Goodspeed, The Story of the Apocrypha, Chicago, IL: University of Chicago Press, 1936 (OCLC 464128574)
- Edgar J. Goodspeed, The Story of the Bible, Chicago, IL: University of Chicago Press, 1936 (OCLC 248799732, lire en ligne)
- Edgar J. Goodspeed, An Introduction to the New Testament, Chicago, IL: University of Chicago Press, 1937 (OCLC 386367)
- Edgar J. Goodspeed, The Twelve, The Story of Christ's Apostles, Philadelphia: J. C. Winston, 1957 (OCLC 613792134)
- Edgar J. Goodspeed, How Came the Bible?, New York: Abingdon Press, coll. « Apex books », 1940 (OCLC 4125230)
- Edgar J. Goodspeed, A History of Early Christian Literature, vol. 220, Chicago, IL, University of Chicago Press, coll. « Phoenix book », 1942 (OCLC 265232538)
- Edgar J. Goodspeed, Problems of New Testament Translation, Chicago, IL: University of Chicago Press, 1945 (OCLC 1020965727)
- Edgar J. Goodspeed, How to Read the Bible, Philadelphia: John C. Winston Company, 1946 (OCLC 383642)
- Edgar J. Goodspeed, The Apostolic Fathers : An American Translation, New York: Harper & Brothers, 1950 (OCLC 1016341493)
- Edgar J. Goodspeed, A Life of Jesus, New York: Harper & Brothers, 1950 (OCLC 1153660265)
- Edgar J. Goodspeed, Modern Apocrypha, Boston: The Beacon Press, 1956 (OCLC 1019952)